# 万盛西站
万盛西站是一个位于中国北京市通州区梨园镇大稿村与文景街道交界处，属于北京地铁7号线的地铁车站，于2019年12月28日开通投入使用。本站将与建设中的通马路交通枢纽相连。

## 位置
本站位于通州区梨园镇大稿村，怡乐西路-万盛南街与九棵树西路-通马路交叉路口东侧，沿东西向敷设，因位于万盛片区西部而得名。
本站南侧为通马路交通枢纽。

## 结构
万盛西站为地下二层车站，岛式站台设计。
| 地面层          | 街道                          | B-D出入口                        |
| 地下一层 站厅层 | 站厅                          | 客务中心、自动售票机、进出站闸机 |
| 地下二层 站台层 |                               | █ 7号线往北京西站（黑庄户）      |
| 地下二层 站台层 | 岛式站台，左側開门            |                                  |
| 地下二层 站台层 | █ 7号线往环球度假区（万盛东） |                                  |

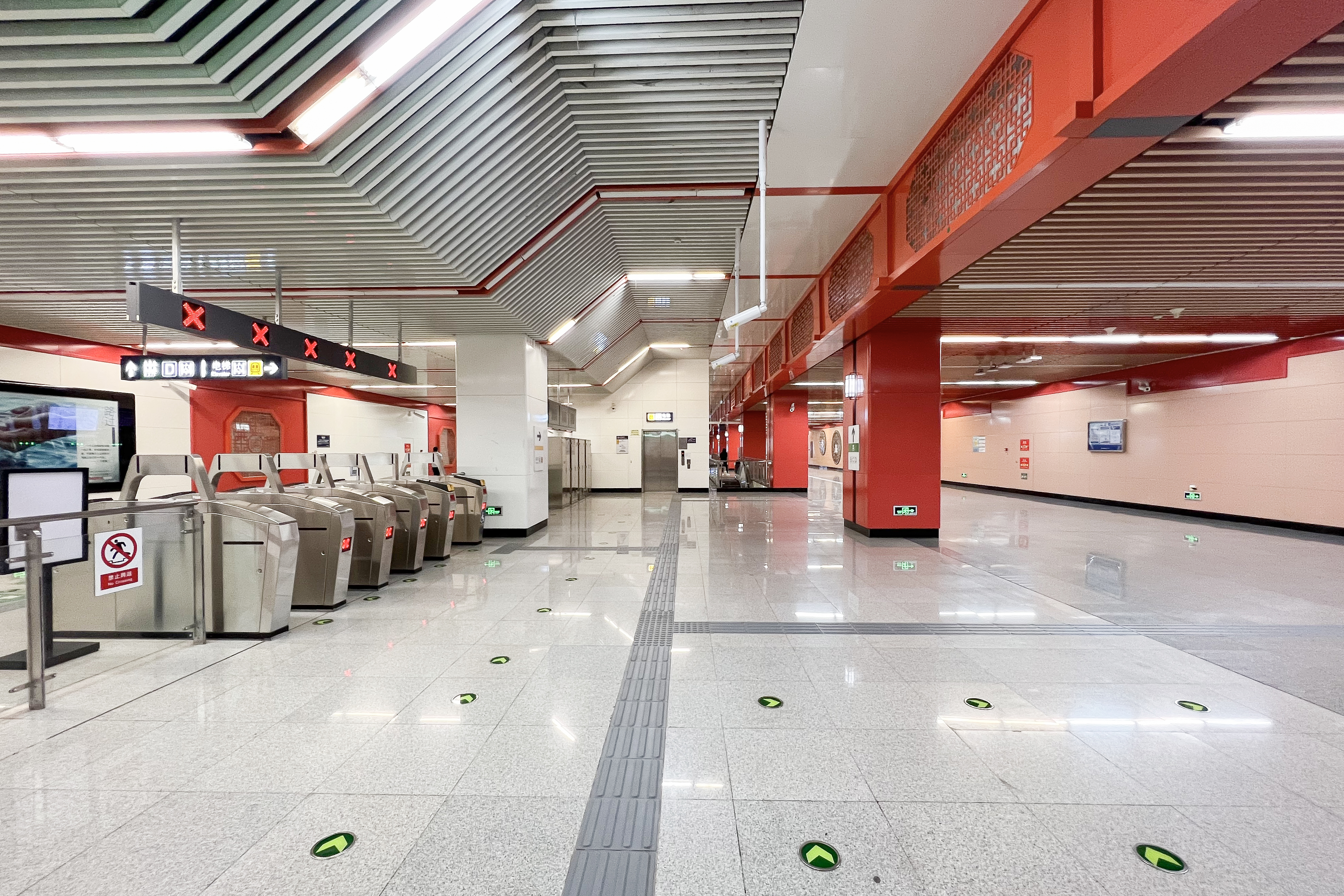
站厅

站厅设有主题艺术墙《共襄繁荣》，将北京的鼓楼、天坛等地标性建筑与带有吉祥寓意的敦煌藻井和九色鹿图案相结合，表达“熔古铸今，共谱繁荣之曲”的寓意，展现了新时代民族繁荣昌盛的美好前景。
- 通往站台的楼梯上方设有雕花装饰
- 站厅中部直梯

## 出入口
|                       |                  |                    |      |            |  |
| 编号                  | 指示             | 建议前往的目的地   | 图片 | 无障碍设施 |  |
| 出口 · B · 升降机标志 | 万盛南街         | 梨园田园广场       |      |            |  |
| 出口 · C · 2          | 万盛南街         | 通州区公安消防支队 |      | 不適用     |  |
| 出口 · D · 升降机标志 | 通马路、怡乐西路 |                    |      |            |  |
| 註： 設有             |                  |                    |      |            |  |

## 历史
本站工程名为万盛南街西口站，2019年5月拟定的站名预案将其改称大稿站。2019年11月20日，本站正式定名为万盛西站。